# Parachernes nigrimanus
Parachernes nigrimanus es una especie de arácnido del orden Pseudoscorpionida de la familia Chernetidae.

## Distribución geográfica
Se encuentra en las islas Galápagos.